# Смирнова, Диана Алексеевна
Диана Алексеевна Смирнова (2 октября 1925 — 31 июля 2021) — советский и российский художник народных промыслов, специалист в области кружевоплетения. Член СХ СССР (1965; СХР с 1991). Народный художник Российской Федерации (1999). Лауреат Государственной премии РСФСР имени И. Е. Репина (1991).

## Биография
Родилась 2 октября 1925 года в деревне Анисимово, Чагодощенского района, Вологодской области.
С 1945 по 1950 годы обучалась в Московском художественно-промышленном училище имени М. И. Калинина. В 1951 году переехала в Рязань и начала работать в кружевной отрасли Рязанского областного «Кружпромсоюза». Основной идеей Смирновой в то время было полностью возродить старинное Михайловское кружево.
В 1968 году стала участницей ВДНХ, в качестве экспонатов на выставке были представлены женские платья с цветным кружевом, фартуки, полотенца, салфетки, за свои достижения Смирнов была удостоена бронзовой медали ВДНХ. Изделия Смирновой стали появляться и за границей — во Франции, Японии, США. В 1973 году пяти изделиям по рисункам Смирновой впервые был присвоен Государственный знак качества СССР.
Многие произведения Смирновой хранится в собрании Рязанского государственного областного художественного музея имени И. П. Пожалостина — комплект «Юбилейный салют» (1984—1987), столешники — «Петухи» (1972) и «Сады цветут в Ижеславле» (1988), полотенце «Скопинское» (1989) и панно — «Птица счастья» (1995—2000).
С 1965 года Смирнова была избрана членом Союза художников СССР (с 1991 года Союза художников России). В 1991 году «за произведения вышивки, кружевоплетения и традиционного скопинского гончарства последних лет» была удостоена Государственной премии РСФСР имени И. Е. Репина.
В 1976 году Смирновой было присвоено почётное звание заслуженного художника РСФСР, в 1999 году — народного художника Российской Федерации.
В 2018 году Смирнова была удостоена высшей наградой Союза художников России — золотой медалью имени В. И. Сурикова.
Скончалась 31 июля 2021 года.

## Награды

### Звания
- Народный художник Российской Федерации (1999)
- Заслуженный художник РСФСР (1976)
- Почётный гражданин

### Премии
- Государственная премия РСФСР имени И. Е. Репина (1991 — «за произведения вышивки, кружевоплетения и традиционного скопинского гончарства последних лет»)

### Другие награды
- Золотая медаль имени В. И. Сурикова СХР (2018)
- Медали ВДНХ